# Monodrama
Monodrama je vrsta drame u kojoj je tekst dodeljen samo jednom liku, koji monološki govori svoj tekst.
Ovaj naziv se prvi put pojavljuje u Nemačkoj, kada je glumac Brandes između 1775 - 1780. godine popularizovao kratki komad za jednog glumca ili glumicu, uz pratnju muzike ili hora.
Monodrame su davane u sklopu predstava sa tri dramska programa, a često i kao adaptirani delovi dužih drama. Na isti način su nastale i duodrame, kratki komadi sa dva lica.
U realističkom pozorištu monodrama postaje popularna kao sredstvo psihološke analize (Strindberg, Čehov, O'Nil), a u modernom kao izraz čovekove usamljenosti (Kokto, Beket).

Monodrama može da bude i dramski prikaz jednog lica, u kome su, prema teoriji N. Evrejinova, svi likovi su samo projekcija različitih stanja duše glavnog junaka. Tako se u kratkoj monodrami samog Evrejinova (U kulisama duše, 1912. g.) smenjuju, suočavaju i sukobljavaju racionalno, sentimentalno i nesvesno čovekovo Ja. Na osnovu ovog teorijskog merila, i Krležina legenda Sjena mogla bi se smatrati monodramom.